# Mexikó a 2018. évi téli olimpiai játékokon
Mexikó a dél-koreai Phjongcshangban megrendezett 2018. évi téli olimpiai játékok egyik részt vevő nemzete volt. Az országot az olimpián 3 sportágban 4 sportoló képviselte, akik érmet nem szereztek.

## Alpesisí
Férfi
| Versenyző       | Versenyszám      | 1. futam      | 1. futam      | 2. futam | 2. futam | Összesítés | Összesítés |
| Versenyző       | Versenyszám      | Idő           | Hely.         | Idő      | Hely.    | Idő        | Helyezés   |
| --------------- | ---------------- | ------------- | ------------- | -------- | -------- | ---------- | ---------- |
| Rodolfo Dickson | Óriás-műlesiklás | 1:17,02       | 55.           | 1:16,67  | 47.      | 2:33,69    | 48.        |
| Rodolfo Dickson | Műlesiklás       | nem ért célba | nem ért célba | kiesett  | kiesett  | kiesett    | kiesett    |

Női
| Versenyző      | Versenyszám            | 1. futam | 1. futam | 2. futam      | 2. futam      | Összesítés | Összesítés |
| Versenyző      | Versenyszám            | Idő      | Hely.    | Idő           | Hely.         | Idő        | Helyezés   |
| -------------- | ---------------------- | -------- | -------- | ------------- | ------------- | ---------- | ---------- |
| Sarah Schleper | Szuperóriás-műlesiklás |          |          |               |               | 1:27,93    | 41.        |
| Sarah Schleper | Óriás-műlesiklás       | 1:16,80  | 39.      | nem ért célba | nem ért célba | kiesett    | kiesett    |

## Síakrobatika
Slopestyle
| Versenyző     | Versenyszám | Selejtező | Selejtező | Selejtező     | Selejtező | Döntő    | Döntő    | Döntő    | Döntő         | Döntő    |
| Versenyző     | Versenyszám | 1. futam  | 2. futam  | Jobb eredmény | Hely.     | 1. futam | 2. futam | 3. futam | Jobb eredmény | Helyezés |
| ------------- | ----------- | --------- | --------- | ------------- | --------- | -------- | -------- | -------- | ------------- | -------- |
| Robert Franco | Férfi       | 21,60     | 36,00     | 36,00         | 27.       | kiesett  | kiesett  | kiesett  | kiesett       | kiesett  |

## Sífutás
Távolsági
Férfi
| Versenyző      | Versenyszám | Idő     | Helyezés |
| -------------- | ----------- | ------- | -------- |
| Germán Madrazo | 15 km       | 59:35,4 | 112.     |